# Lutzomyia
Lutzomyia és un gènere de dípters nematòcers de la família dels psicòdids, subfamília flebotomins. Són insectes hematòfags nocturns. Es coneixen a prop de 450 espècies, distribuïdes pel continent americà en zones tropicals i subtropicals.

## Morfologia
Les espècies del gènere Lutzomyia són més petites que altres mosquits, mesuren de 2 a 4 mm. Com tots els dípters, tenen un sol parell d'ales. Aquestes són ovalades, en forma de V i densament cobertes per pels. Tenen antenes amb més de 6 segments i peces bucals presents a les fases adultes i immadures, relacionades amb els seus hàbits alimentaris.

## Epidemiologia
Normalment viuen en àrees càlides i humides. A Amèrica, les espècies del gènere Lutzomyia són responsables de la transmissió de la leishmaniosi i altres greus malalties parasitàries. Al Vell Món, els vectors de la leishmaniosi són els mosquits del gènere Phlebotomus. Només les femelles s'alimenten de sang al cap d'uns dos dies d'emergir de la pupa, per una picada indolora i nocturna, mentre que els mascles s'alimenten del nèctar de les flors. La leishmaniosi pot ser transmesa a altres mamífers com els cànids, rosegadors i ratpenats.